# Emil Betzler
Emil Gottfried Richard Betzler (* 26. Juli 1892 in Kamen; † 1. Oktober 1974 in Frankfurt am Main) war ein deutscher Maler, Zeichner, Radierer, Lithograph und Kunsterzieher wofür er 1967 mit dem Bundesverdienstkreuz ausgezeichnet wurde.

## Leben
Betzler wuchs im nordrhein-westfälischen Kamen auf, wo seine Eltern Karl Heinz Betzler und dessen Frau Wilhelmine (geborene Beeck) eine Druckerei und Buchhandlung betrieben. 1910 begann er eine Ausbildung an der Kunstgewerbeschule in Elberfeld und studierte von 1912 bis 1914 an der staatlichen Kunstakademie in Düsseldorf. Er wurde 1914 in den Kriegsdienst einberufen und dort so schwer verwundet, dass sein Fuß amputiert werden musste. Nach dem Ersten Weltkrieg ließ sich Betzler in Frankfurt am Main nieder, wo er an der Liebig-Oberrealschule als Lehrer arbeitete.
Seine traumatischen Kriegserlebnisse verarbeitete Betzler oft in Passionsdarstellungen. 1917 gab er eine expressionistische Arbeit mit dem Titel Christus-Passion heraus. In diese Zeit fällt auch seine Verbindung zum „Frankfurter Künstlerbund“ und zur expressionistischen Künstlervereinigung „Ghat“, die sich bereits nach kurzer Zeit wieder auflöste.
1925 lernte Betzler den Künstler Max Beckmann kennen, den er im Künstlercafé Astoria porträtierte. In der Zeit des Nationalsozialismus wurde Betzler wegen seiner Sympathie für die bolschewistische Ideologie angeklagt, und seine Werke wurden als Entartete Kunst eingestuft. Er erhielt für 12 Jahre ein Arbeitsverbot und verlor seine Lehrämter. Nach dem Kriegsende nahm er seine Tätigkeit wieder auf. Neben seinen expressionistischen Werken betätigte sich Emil Betzler auch als Porträtmaler und malte Landschaften während seiner Reisen in die Schweiz, Österreich, Italien und Frankreich.
Hauptthemen seiner Werke sind zwischenmenschliche Partnerbeziehungen oder auch Harlekine.
Das Selbstporträt von Betzler mit dem Titel Selbstporträt mit Totenkopf (1918) wurde 2013 beim Online-Auktionshaus Auctionata für 8.047,00 € versteigert und erzielte damit einen neuen Rekord.

## Schriften (Auswahl)
- Neue Kunsterziehung. 2. Auflage, Hirschgraben-Verlag, Frankfurt a. M. 1956.
- Grosse Bildhauer: Leben und Werk. Hirschgraben-Verlag, Frankfurt a. M. 1965.

## Auszeichnungen
- 1967: Bundesverdienstkreuz
- 1968: Goldmedaille der Biennale in Ancona[1]